# Совины
Совины — дворянский род.
При подаче документов (26 марта 1686) для внесения рода в Бархатную книгу, была предоставлена родословная роспись Совиных.
Род занесён  в VI-часть древнего дворянства Московской губернии.

## Происхождение и история рода
В Россию из Большой Орды выехал Изытвелат (Узевшалан), во крещении названный Карп, у которого был сын Иван Сова, от которого и произошли Совины. Стряпчий (1660-1676) Михайло Степанович Совин служил воеводою и стольником (1681-1692), за что был вёрстан поместным окладом.
Равными образом и потомки сего рода Совины Российскому Престолу служили в разных чинах и владели деревнями.

## Описание герба
В верхней половине щита в правом голубом поле, изображён воинский шишак с красным пером, а и левом медведь, стоящий на задних лапах, держит секиру (изм. герб Ярославского княжества). В нижней половине в золотом поле два плавающих лебедя.
Щит увенчан дворянскими шлемом и короной. Нашлемник: три страусовых пера. Намёт на щите голубой и красный, подложенный золотом. Щитодержатели: два чёрные орла. Герб рода Совиных внесён в Часть 10 Общего гербовника дворянских родов Всероссийской империи, стр. 88.

## Известные представители
- Совин Пётр Григорьевич Меньшой - московский дворянин, дьяк и голова (1550).
- Совин Кузьма Петрович - сын боярский и голова, рында в Новгородском походе против литовцев (1567), голова в Чернигове (1592-1595), объездчик на Москве (1600), голова у воеводы в Туле (1601), служил в Чегирине (1604).
- Совин Матвей - воевода в Шуе (1625-1627).
- Совины: Самойло Никитич и Никита Прокофьевич - болховские городовые дворяне (1627-1629).
- Совины: Никита Тимофеевич, Степан и Григорий Фёдоровичи - стольники патриарха Филарета (1627-1629).
- Совин Степан Степанович - патриарший стольник (1627-1629), московский дворянин (1640).
- Совины: Андрей Петрович († 1639)[4], Иван, Григорий и Гавриил Кузьмичи - московские дворяне (1627-1640).
- Совин Иван Андреевич - стольник (1627-1629), воевода в Вольном (1647-1648).
- Совин Василий Андреевич - стольник (1636-1640).
- Совин Иван - воевода в Борисоглебске (сов. Двинск) (1657).
- Совин Пётр Иванович - стряпчий (1658-1676).
- Совин Михаил - воевода в Ряльске (1664-1665).
- Совины: Никита Матвеевич, Кирилл Гаврилович, Иван Самойлович - московские дворяне (1658-1692).
- Совин Богдан Семёнович - стольник (1686-1692)[5][6][7].